# Troféu Brasil de Atletismo
Troféu Brasil de Atletismo é uma competição realizada anualmente desde 1945, sucedendo ao Troféu Ademar de Barros (1940 a 1942). É dirigida e organizada pela Confederação Brasileira de Atletismo, com a finalidade de promover a interação entre as associações que praticam o atletismo no país.
Em 1999, disputado no Estádio Célio de Barros, terminou com a seguinte classificação: 1º lugar: Funilense (512 pontos), 2º lugar: Vasco (309 pontos), 3º lugar: Flamengo (252 pontos); 4º lugar: Asca (59 pontos), 5º lugar: Sogipa (35 pontos).
Em 2016, definiu os participantes brasileiros dos Jogos Olímpicos de Verão de 2016.